# Вермсдорф
Вермсдорф (њем. Wermsdorf) општина је у њемачкој савезној држави Саксонија. Једно је од 36 општинских средишта округа Сјеверна Саксонија. Према процјени из 2010. у општини је живјело 5.685 становника. Посједује регионалну шифру (AGS) 14730330.

## Географски и демографски подаци
Вермсдорф се налази у савезној држави Саксонија у округу Сјеверна Саксонија. Општина се налази на надморској висини од 185 метара. Површина општине износи 104,4 km². У самом мјесту је, према процјени из 2010. године, живјело 5.685 становника. Просјечна густина становништва износи 54 становника/km².